# Willem Wijnaendts van Resandt (1873-1954)
Willem Wijnaendts van Resandt (Leimuiden, 16 februari 1873 - Amerongen, 23 januari 1954) was een Nederlands KNIL-militair en een genealoog. Hij was in de Tweede Wereldoorlog nationaalsocialistisch gewestleider in Limburg.

## Familie
Wijnaendts, lid van de familie Wijnaendts, was een zoon van burgemeester Cornelis Jacob Anton Wijnaendts (1841-1921) en Helena Sophia Bernardina Polvliet (1849-1875). In 1901 kreeg hij bij Gouverneursbesluit naamswijziging van Wijnaendts in Wijnaendts van Resandt, een naam die ook al in de 16e eeuw door voorvaderen van hem gevoerd werd. Een broer en een neef van hem verkregen na hem dezelfde naamswijziging.
Hij trouwde in in 1896 met Wilhelmina Jacobina Theodora Baud (1879-1967), lid van de familie Baud, zus van de letterkundige Elisabeth Couperus-Baud (1867-1960) en daarmee schoonzus van de schrijver Louis Couperus (1863-1923), dochter van Jan Carel Willem Ricus Theodore Baud en Johanna Wilhelmina Petronella Steenstra Toussaint, lid van de familie Toussaint. Zij kregen vier kinderen:
- Sophia Jeanne Betty [Betty] Wijnaendts van Resandt (1899-1983); trouwde in 1953 met dr. ing. Hermanus Tiberius Habbema, heer van Nieuwveen en Uiterbuurt (1875-1960)
- Louisa Maria Anna [Louky] Wijnaendts van Resandt (1904-1951); trouwde in 1928 met ds. Andries Martinus van de Laar Krafft (1891-1964), predikant
- Willem Wijnaendts van Resandt (1915-2000), genealoog
- Jacob Martinus Anne Wijnaendts van Resandt (1922-1944), onderofficier-ruiter in het Ulanen-regiment, gesneuveld in Duitse dienst

In 1923 vormde hij met zijn gezin buren van het schrijversechtpaar Couperus-Baud in Rheden.

## Loopbaan

### Militair en ambtenaar
Wijnaendts had een eerste carrière als militair. Hij was in 1903 1e luitenant der cavalerie en werd in die functie overgeplaatst van Salatiga naar Makassar In 1904 werd hem wegens langdurige dienst een jaar verlof verleend naar Europa. In december 1908 werd hij, inmiddels ritmeester adjudant, benoemd tot referendaris bij het Departement van Binnenlands Bestuur en speciaal toegevoegd aan kapitein Hendrikus Colijn. In 1910 was hij als ritmeester werkzaam in Batavia. Hem werd wegens ziekte daarop een jaar verlof naar Europa verleend. In 1913 werd hij per 1 maart eervol ontslagen met toekenning van pensioen, wegens een lichaamsgebrek dat niet in dienst was opgelopen. Op 1 februari 1916 werd hem als reserve-kapitein ontslag verleend uit militaire dienst, maar per 1 oktober van datzelfde jaar opnieuw als zodanig benoemd bij de infanterie. In 1929 werd hij op verlof gesteld als referendaris 1e klasse bij de Haagse Staats- en tramspoorwegen. In 1930 werd hij geplaatst bij de Bouwdienst van de Staatsspoorwegen in Nederlands-Indië.

### Genealoog
Wijnaendts beoefende ook de genealogie. Hij was vanaf 1912, en zeker tot en met 1940 mederedacteur van het Nederland's Adelsboek. Hij publiceerde vanaf de oorlogsjaren in het genealogische tijdschrift De Nederlandsche Leeuw en het nationaalsocialistische tijdschrift Sibbe. Hij publiceerde artikelen en boeken over verschillende families, iets wat zijn gelijknamige zoon, ook genealoog, na hem ook zou doen; zijn zoon publiceerde onder andere over de familie van Wijnaendts' vrouw, de familie Couperus.

### Overige
Wijnaendts was aandeelhouder in de Holland-Siam Mijnbouw Maatschappij.
Hij was nationaalsocialistisch gewestleider in Limburg.